# Tereso Benítez
Tereso Alexi Benítez Castro (Santa Rosa de Lima, La Unión, El Salvador; 24 de marzo de 2002) es un futbolista salvadoreño. Juega como lateral izquierdo y su equipo actual es el Club Deportivo Águila de la Liga Pepsi.

## Trayectoria
Formado en las inferiores del Municipal Limeño, club de su ciudad natal, Benítez fue promovido al primer equipo en la temporada 2023-2024, disputando su primer partido en la Liga Pepsi el 13 de agosto ante C.D. Dragón.

## Selección nacional
Fue convocado por Édgar Henríquez para disputar los XXIV Juegos Centroamericanos y del Caribe, logrando el cuarto lugar en la justa. Benítez disputó 60 minutos de 360 jugados por El Salvador.
Hugo Pérez lo incluyó en varias listas para trabajar en microciclos con la Selección Mayor pero no fue convocado a ningún partido oficial.
El 8 de noviembre es incluido en la lista de El Salvador para disputar la Fecha FIFA de noviembre ante Curazao, por Rubén de la Barrera. Su debut con al Selección de El Salvador fue el 2 de febrero de 2024 ante Costa Rica. Marcó su primer gol el 5 de septiembre de 2024 ante Montserrat por la Liga Naciones Concacaf.

## Estadísticas
Actualizado al último partido jugado el 8 de mayo de 2025.
| Club                                          | Div.          | Temporada     | Liga  | Liga  | Copas nacionales | Copas nacionales | Copas internacionales | Copas internacionales | Total | Total |
| Club                                          | Div.          | Temporada     | Part. | Goles | Part.            | Goles            | Part.                 | Goles                 | Part. | Goles |
| --------------------------------------------- | ------------- | ------------- | ----- | ----- | ---------------- | ---------------- | --------------------- | --------------------- | ----- | ----- |
| Club Deportivo Municipal Limeño · El Salvador | 2.ª           | 2022-23       | 32    | 2     | —                | —                | —                     | —                     | 32    | 2     |
| Club Deportivo Municipal Limeño · El Salvador | 1.ª           | 2023-24       | 38    | 0     | —                | —                | —                     | —                     | 38    | 0     |
| Club Deportivo Municipal Limeño · El Salvador | 1.ª           | 2024          | 11    | 0     | —                | —                | —                     | —                     | 11    | 0     |
| Club Deportivo Municipal Limeño · El Salvador | Total club    | Total club    | 81    | 2     | 0                | 0                | 0                     | 0                     | 81    | 2     |
| Club Deportivo Águila · El Salvador           | 1.ª           | 2025          | 19    | 0     | —                | —                | —                     | —                     | 19    | 0     |
| Club Deportivo Águila · El Salvador           | 1.ª           | 2025-26       | —     | —     | —                | —                | —                     | —                     | —     | —     |
| Club Deportivo Águila · El Salvador           | Total club    | Total club    | 19    | 0     | 0                | 0                | 0                     | 0                     | 19    | 0     |
| Total carrera                                 | Total carrera | Total carrera | 100   | 2     | 0                | 0                | 0                     | 0                     | 100   | 2     |

### Selección nacional
| Selección                                      | Año                 | Partidos | Goles |
| ---------------------------------------------- | ------------------- | -------- | ----- |
| El Salvador Sub-23                             |                     |          |       |
| 2023                                           | 3                   | 0        |       |
| Total en su carrera                            | Total en su carrera | 3        | 0     |
| El Salvador                                    |                     |          |       |
| 2024                                           | 12                  | 1        |       |
| Total en su carrera                            | Total en su carrera | 12       | 1     |
| Estadísticas hasta el 18 de noviembre de 2024. |                     |          |       |